# リチャード・ペイン
リチャード・ペイン(Richard Payne, 1971年1月1日 - )はイギリスのキーボーディストで、ロックバンド、ドッジーやザ・ブルートーンズの元メンバー。

## 経歴
ドッジーのセカンド・アルバム『ホームグロウン』時に加入。正式メンバーではなかったものの、アルバム制作やライヴに参加するなど「第四のメンバー」として活躍。ほかにもステレオフォニックスのデビューアルバム『ワード・ゲッツ・アラウンド』など、数多くのバンドのセッションに参加している。
1998年にドッジーが解散すると、ブルートーンズにツアー・キーボーディストとして参加。サード・アルバム『サイエンス・アンド・ネイチャー』からは正式メンバーとなった。しかしドッジーの時と同様アルバム制作やライヴには参加したが、バンド写真やインタビューには顔を出さない「影のメンバー」であった(しかし「マッドスライド」のPVには参加している)。これについて、マーク・モリスは「まさにオイシイところだけつまんでる感じだよね、リチャードは（笑）」と語っている。
しかし、2002年発表のブルートーンズのベストアルバムに収録された新曲に参加したのを最後に、リチャードはブルートーンズを脱退。イギリスを離れ、オーストラリアに移り住む。
2008年には、ドッジーの再結成ツアーに参加し、マーク・モリスとも久々の競演を果たしたが、今後のドッジーの活動には参加せず、オーストラリアに帰国した。

## 関連サイト
- リチャード・ペイン - YouTubeチャンネル